# Polydactylus
Polydactylus is een geslacht van straalvinnige vissen uit de familie van draadvinnigen (Polynemidae).
Het geslacht is voor het eerst wetenschappelijk beschreven in 1803 door Bernard Germain de Lacépède.

## Soorten
- Polydactylus approximans (Lay & Bennett, 1839)
- Polydactylus bifurcus Motomura, Kimura & Iwatsuki, 2001
- Polydactylus longipes Motomura, Okamoto & Iwatsuki, 2001
- Polydactylus luparensis Lim, Motomura & Gambang, 2010
- Polydactylus macrochir (Günther, 1867)
- Polydactylus macrophthalmus (Bleeker, 1858)
- Polydactylus malagasyensis Motomura & Iwatsuki, 2001
- Polydactylus microstomus (Bleeker, 1851)
- Polydactylus mullani (Hora, 1926)
- Polydactylus multiradiatus (Günther, 1860)
- Polydactylus nigripinnis Munro, 1964
- Polydactylus octonemus (Girard, 1858)
- Polydactylus oligodon (Günther, 1860)
- Polydactylus opercularis (Gill, 1863)
- Polydactylus persicus Motomura & Iwatsuki, 2001
- Polydactylus plebeius (Broussonet, 1782)
- Polydactylus quadrifilis (Cuvier, 1829) – Grote kapiteinvis
- Polydactylus sexfilis (Valenciennes, 1831)
- Polydactylus sextarius (Bloch & Schneider, 1801)
- Polydactylus siamensis Motomura, Iwatsuki & Yoshino, 2001
- Polydactylus virginicus Linnaeus, 1758 – Sardijntje